# Giuseppe Mazzei
Giuseppe Mazzei (Rotondella, 7 gennaio 1953) è un giornalista, saggista e docente a contratto italiano.
Fondatore e proprietario di MazzeiHub - Helps 'Ur Business, società specializzata in lobbying, comunicazione strategica e political intelligence.
Fondatore e Presidente dell'Associazione "Il Chiostro - trasparenza e professionalità delle lobby".
Fondatore e Presidente onorario di Public Affairs Community of Europe (PACE), il network paneuropeo delle associazioni dei professionisti di lobbying.
Già Direttore generale di Planet multimedia, società specializzata nell'ideazione e realizzazione di contest culturali, sociali e di attualità.
Già Segretario generale L.I.D.U. (Lega italiana dei diritti dell'uomo) onlus, membro della Federazione Internazionale dei Diritti dell'Uomo (FIDH).
Dal maggio 2021 è direttore responsabile del quotidiano La Discussione fino al febbraio 2024. 

## Formazione
Ha studiato Teologia alla Pontificia Università Gregoriana e si è laureato in Filosofia all'Università degli Studi di Roma "La Sapienza" con Gianni Statera. Studioso di Karl Popper, ha conseguito il dottorato in Scienze morali e sociali.

## Attività politica
È stato dirigente dei giovani repubblicani nel PRI di Ugo La Malfa, e stretto collaboratore di Paolo Ungari, Giovanni Spadolini e Francesco Compagna.

## Carriera giornalistica
Ha cominciato a lavorare come giornalista a La voce repubblicana nel 1975. Ha poi collaborato a l'Europeo, Panorama, Mondo Economico e ha pubblicato saggi su numerose riviste tra le quali Biblioteca della Libertà, Mondoperaio, Alleanza per la libertà e il progresso, Occidente, Pagina, Quale Impresa.
Nel 1979 è stato assunto da Sergio Zavoli al GR1 della Rai dove è stato redattore parlamentare per dieci anni. Passato in televisione nel 1990, è stato vicedirettore di Bruno Vespa al Tg1 fino al 1993, capo del servizio politico al Tg2 di Paolo Garimberti e inviato al seguito del Presidente della Repubblica, Oscar Luigi Scalfaro, fino al 1997. Chiamato dal Direttore generale, Franco Iseppi, ad occuparsi dei rapporti istituzionali della Rai, è stato responsabile per le relazioni con le Authority per sette anni. Nel 2002 è stato direttore dello staff del Presidente della Rai Antonio Baldassarre. Nel 2004 ha lasciato la Rai chiamato dal gruppo Allianz a dirigere le relazioni istituzionali fino al 2012.

## Carriera accademica
Ha cominciato ad insegnare presso la Libera università internazionale degli studi sociali Guido Carli (Luiss) di Roma nel 1978 come assistente di Alberto Ronchey e come collaboratore di Enrico Jacchia al Centro di studi strategici. È stato docente a contratto alla Facoltà di Scienze Politiche della LUISS fino al 1990. Ha insegnato dal 1982 al 1994 alla Scuola di giornalismo della LUISS di cui è stato condirettore dal 1990 al 1994. Ha insegnato anche alla Scuola di giornalismo all'Università di Tor Vergata, tenendo lezioni in vari corsi e master di giornalismo e comunicazione. È stato docente dapprima di "Teoria e tecniche del linguaggio giornalistico" e in seguito di "Teoria e tecniche delle relazioni istituzionali" presso la Facoltà di Scienze della comunicazione dell'Università "La Sapienza" di Roma.

## Associazioni
Nel 1993 ha fondato con Enrico Cisnetto l'associazione Società aperta che si occupa del rinnovamento della classe politica italiana; è stato segretario generale del Club delle relazioni esterne. Nel 2006 ha fondato Assolowcost, la prima associazione europea del lowcost-high quality, di cui è stato segretario generale. Nel 2007 ha fondato l'associazione "Il Chiostro - trasparenza e professionalità delle lobby", la prima associazione di lobbisti italiani, di cui è presidente. Nel 2011 ha fondato Public Affairs Community of Europe (PACE), l'unico network paneuropeo delle associazioni dei lobbisti. Nell'ottobre del 2017 è stato eletto Segretario generale della L.I.D.U. (Lega italiana dei diritti dell'uomo) onlus, membro della Federazione Internazionale dei Diritti dell'Uomo (FIDH). 

## Libri pubblicati
Nei suoi libri si è occupato di terrorismo, giornalismo, politica e lobbismo.
- Utopia e terrore - Le radici ideologiche del terrorismo politico (Le Monnier 1982, con prefazione di Nicola Matteucci)
- Il Pci allo specchio - 1951-1981 (Rizzoli 1983, volume collettivo coordinato da Renato Mieli, con Giuliano Amato, Piero Ostellino, Domenico Settembrini, Luciano Cafagna)
- La democrazia opaca – Sistema politico e partiti 1975-1993 (Acropoli 1993)
- Notizie radio@attive – Manuale di giornalismo radiofonico (Rai-Eri 2001, con prefazione di Mario Morcellini)
- Verso il Tigitale - Giornalismo tv. Manuale del cambiamento (Rai Eri 2002, con prefazione di Alberto Abruzzese)
- Fotografia tra cronaca e arte (CEDAM 2004, con Davide Faccioli)
- Giornalismo radiotelevisivo: teorie, tecniche, linguaggi (Rai Eri 2005, con prefazione di Sergio Zavoli)
- Lobby della trasparenza – Manuale di Relazioni Istituzionali (Centro di documentazione giornalistica 2003, 2006 II edizione, con prefazione di Antonio Baldassarre)
- La bionda della mia vita - Ritratto della famiglia che ha creato la birra in Italia - Intervista a Rudi Peroni (Sperling & Kupfer 2008, con prefazione di Moises Naim)